# Roberto Martínez
Roberto Martínez Montoliu (* 13. červenec 1973 Balaguer) je španělský fotbalový trenér, který od ledna 2023 vede portugalskou fotbalovou reprezentaci, a bývalý profesionální fotbalista. Mezi lety 2016 a 2022 byl trenérem reprezentace Belgie.

## Trenérská kariéra
Po skončení aktivní kariéry se začal naplno věnovat trénování Swansea City v League One (3. liga) a dosáhl s týmem 7. místo v ročníku 2006/07. V dalším ročníku dokázal Swansea dovést na první místo a zajistit tak postup do League Championship (2. liga) s desetibodovým náskokem nad Nottingham Forest. První sezónu ve druhé lize skončil tým na 8. příčce, Martínezovým svěřencům se rovněž v lednu 2009 podařilo v klání FA Cupu vyřadit jeho obhájce, prvoligový Portsmouth FC. V červnu v roce 2009 opustil Swansea a stal se trenérem prvoligového Wiganu, přičemž podepsal smlouvu na 3 roky.
Ve své první sezóně 2009/10 na lavičce Wiganu dosáhl 16. místa, Wigan se tedy v Premier League udržel. Stejného umístění dosáhl i příští sezónu. V další sezóně týmu hrozil sestup, ovšem během dubna 2012 došlo k zlepšení; Wigan sice podlehl Chelsea 1:2, ale následovala vítězství nad Manchesterem United (doma 1:0) a nad Arsenalem (venku 2:1) a po prohře s Fulhamem ještě výhra nad Newcastlem 4:0. Martínez se stal trenérem měsíce.
Díky 7 výhrám z posledních 9 zápasů ligy se Wigan mezi elitou udržel a umístil se na 15. pozici. V ročníku 2012/13 však s Wiganem sestoupil, dosáhl ale též historického úspěchu, když klub poprvé získal domácí pohár – FA Cup. Ačkoli ve finále proti Manchesteru City nebyl favoritem, díky gólu Bena Watsona v 91. minutě zvítězil a získal trofej.
V letech 2013 až 2016 vedl jiný anglický klub Everton FC.
Od roku 2016 vedl reprezentaci Belgie, se kterou získal bronz na světovém šampionátu 2018 v Rusku.